# Campeonato Capixaba de Futebol Sub-17 de 2019
O Campeonato Capixaba Sub-17 de 2019 foi um torneio futebolístico de categoria de base organizado pela Federação de Futebol do Estado do Espírito Santo (FES). Ele foi disputado por doze agremiações e realizado entre os dias 26 de maio e 31 de agosto. Na decisão, o Porto Vitória venceu o Vitória no placar agregado e conquistou o quinto título de sua história.

## Participantes e regulamento
A edição de 2018 foi disputada por doze agremiações. Num primeiro momento, os participantes foram divididos em dois grupos pelos quais enfrentaram os adversários do próprio chaveamento em embates de turno e returno, acumulando pontos. As quatro agremiações melhores colocadas em cada grupo se classificaram ao término da fase inicial. Já as demais fases adotaram um sistema eliminatório. As onze agremiações que participaram do torneio foram:
- Aster Brasil Futebol Clube
- Clube Atlético Itapemirim
- Associação Desportiva Ferroviária Vale do Rio Doce
- Espírito Santo Sociedade Esportiva
- Guarapari Esporte Clube
- Linhares Futebol Clube
- Porto Vitória Futebol Clube
- Real Noroeste Capixaba Futebol Clube
- Centro Educativo Recreativo Associação Atlética São Mateus
- Sport Clube Brasil Capixaba Ltda
- Vilavelhense Futebol Clube
- Vitória Futebol Clube

## Resultados

### Primeira fase

#### Grupo A
- Fonte: Federação de Futebol do Estado do Espírito Santo

#### Grupo B
- Fonte: Federação de Futebol do Estado do Espírito Santo

### Fase final
|  | Quartas-de-final       | Quartas-de-final | Quartas-de-final | Quartas-de-final |   |                        | Semifinais        | Semifinais        | Semifinais        | Semifinais        |  |  | Final        | Final        | Final        | Final        |
|  | 3 a 11 de agosto       | 3 a 11 de agosto | 3 a 11 de agosto | 3 a 11 de agosto |   |                        | 17 a 24 de agosto | 17 a 24 de agosto | 17 a 24 de agosto | 17 a 24 de agosto |  |  | 31 de agosto | 31 de agosto | 31 de agosto | 31 de agosto |
|  |                        |                  |                  |                  |   |                        |                   |                   |                   |                   |  |  |              |              |              |              |
|  | Vitória-ES             | 1                | 3                | 4                |   |                        |                   |                   |                   |                   |  |  |              |              |              |              |
|  | Vilavelhense           | 1                | 1                | 2                |   |                        |                   |                   |                   |                   |  |  |              |              |              |              |
|  | Vilavelhense           | 1                | 1                | 2                |   | Vitória-ES             | 2                 | 1                 | 3                 |                   |  |  |              |              |              |              |
|  |                        |                  |                  |                  |   | Vitória-ES             | 2                 | 1                 | 3                 |                   |  |  |              |              |              |              |
|  |                        | Real Noroeste    | 1                | 0                | 1 |                        |                   |                   |                   |                   |  |  |              |              |              |              |
|  | Atlético Itapemirim    | Real Noroeste    | 1                | 0                | 1 | 2                      | 2                 | 4                 |                   |                   |  |  |              |              |              |              |
|  | Atlético Itapemirim    |                  |                  |                  |   | 2                      | 2                 | 4                 |                   |                   |  |  |              |              |              |              |
|  | Real Noroeste          | 1                | 4                | 5                |   |                        |                   |                   |                   |                   |  |  |              |              |              |              |
|  |                        |                  |                  |                  |   |                        |                   |                   |                   |                   |  |  | Vitória-ES   | 1            |              |              |
|  |                        |                  | Porto Vitória    | 3                |   |                        |                   |                   |                   |                   |  |  |              |              |              |              |
|  | Desportiva Ferroviária | 2                | 2                | 4                |   |                        |                   |                   |                   |                   |  |  |              |              |              |              |
|  | Linhares               | 2                | 1                | 3                |   |                        |                   |                   |                   |                   |  |  |              |              |              |              |
|  | Linhares               | 2                | 1                | 3                |   | Desportiva Ferroviária | 1                 | 0                 | 1                 |                   |  |  |              |              |              |              |
|  |                        |                  |                  |                  |   | Desportiva Ferroviária | 1                 | 0                 | 1                 |                   |  |  |              |              |              |              |
|  |                        | Porto Vitória    | 3                | 5                | 8 |                        |                   |                   |                   |                   |  |  |              |              |              |              |
|  | São Mateus             | Porto Vitória    | 3                | 5                | 8 | 1                      | 0                 | 1                 |                   |                   |  |  |              |              |              |              |
|  | São Mateus             |                  |                  |                  |   | 1                      | 0                 | 1                 |                   |                   |  |  |              |              |              |              |
|  | Porto Vitória          | 5                | 3                | 8                |   |                        |                   |                   |                   |                   |  |  |              |              |              |              |

- Em itálico, os clubes que possuem o mando de jogo na partida de ida. Em negrito, os vencedores do confronto.
- Fonte: Federação de Futebol do Estado do Espírito Santo